# Carlos Rafael do Amaral
Carlos Rafael do Amaral (Mogi Mirim, 28 november 1983) is een Braziliaans voetballer.